# Julianadorp

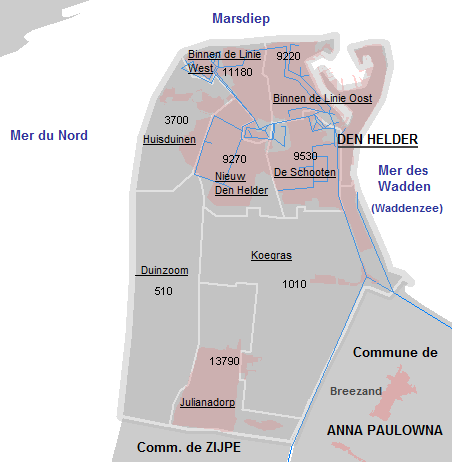
Carte de la commune du Helder (gris foncé). Les districts de la commune, dont Julianadorp dans le sud, sont en souligné.

Julianadorp est un village (dorp=village) faisant partie de la commune du Helder, situé dans la pointe nord de la province néerlandaise de Hollande-Septentrionale, distant d’environ cinq kilomètres au sud de la ville du Helder à proprement parler, et de 80 km au nord de la capitale néerlandaise Amsterdam. Le village occupe le centre du Koegras, polder d’une superficie de près de 4 000 ha, aménagé entre 1819 et 1825. Les communes limitrophes sont, au sud, Zijpe, et à l’est, Anna Paulowna. Le village compte 13 925 résidents permanents, auxquels s’ajoutent, pendant la période estivale, de nombreux touristes, surtout allemands, à l’origine des plus de 900 000 nuitées par an. Les habitants sont employés dans la floriculture, dans la marine (Le Helder est un port militaire), ou font la navette vers le Randstad. D’autres travaillent au Helder ou dans l’industrie touristique à Julianadorp même.

## Généralités

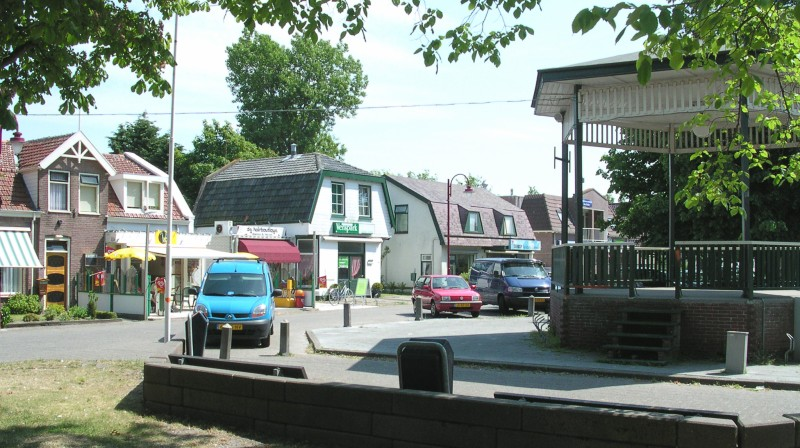
Julianadorp : Loopuytpark, dans le Vieux village.

L’agglomération de Julianadorp, qui se compose d’un noyau ancien, le vieux village, et de la petite dizaine de nouveaux quartiers qui se sont progressivement ajoutés, ces dernières décennies, selon des plans concertés, tient presque entièrement au-dedans d’un périmètre trapézoïdal de 1,2 sur 2 km ; seule une partie du noyau le plus ancien, situé à l’angle nord-est de ce quadrilatère, en déborde.   
Accolé à l’agglomération, sur son flanc est, s’étend ’s Heeren Loo Noord-Holland (anciennement Noorderhaven), un centre de vie pour personnes atteintes d’infirmité mentale, vaste domaine boisé (0,5 sur 1,5 km) dans lequel sont éparpillés une série de pavillons.
Julianadorp compte trois centres commerciaux, six écoles primaires et une petite centaine d’associations et de clubs de sport. On y trouve d’autre part un terrain de golf à huit trous, et une piscine publique (De Piramide) à Ooghduyne, un des huit parcs de loisirs que compte la localité. 
L’école secondaire la plus proche se situe au Helder. En 2007 fut ouvert, dans le nouveau quartier Julianadorp-Oost (dans le nord-est de l’agglomération, tout près du vieux village), un établissement décentralisé, multiconfessionnel, le Junior College, pour les premières et deuxièmes classes du secondaire.

## Histoire

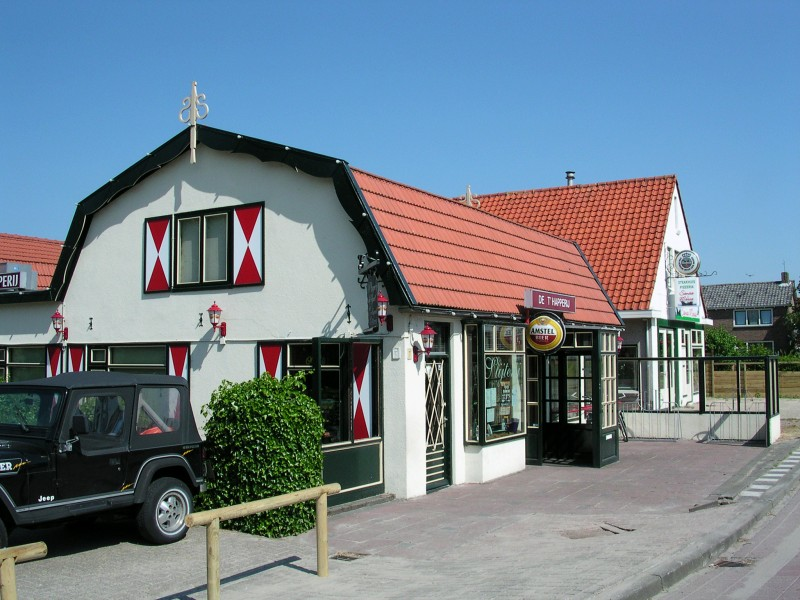
Estaminets dans le vieux Julianadorp.

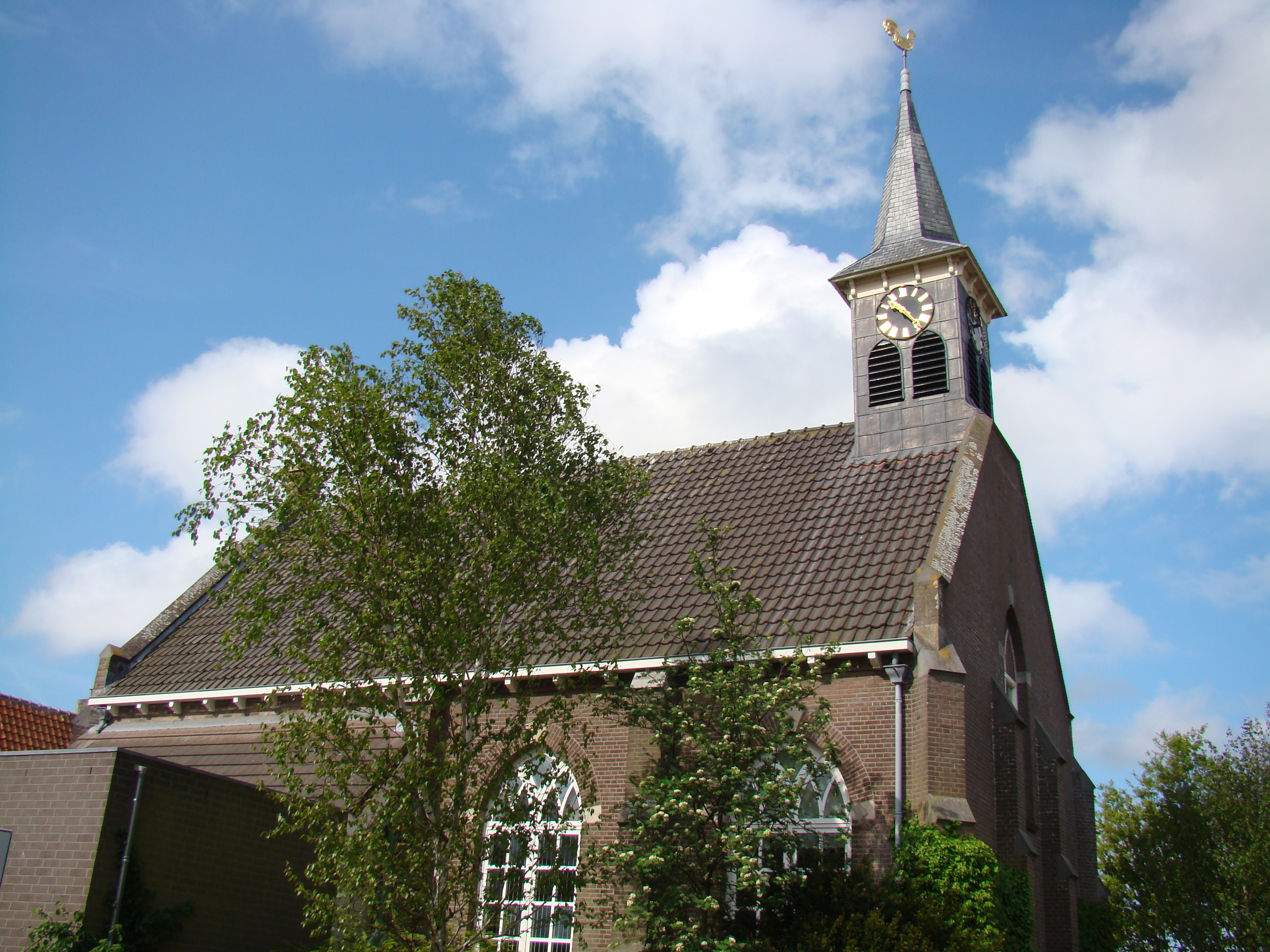

Julianadorp se situe au centre du polder dit Het Koegras, aménagé parallèlement au creusement, entre 1819 et 1825, du canal de Hollande du Nord (Noordhollands Kanaal), devant relier le Helder à Amsterdam. La réalisation de ce canal nécessitait la construction concomitante d’une digue pour le préserver, sur son côté est, des eaux du Zuiderzee. Cette digue, dénommée Koegras-Zeedijk, d’une part, et d’autre part, la digue dite d’Oldenbarnevelt (néerl. Oldenbarneveltsdijk, appelée plus couramment aujourd’hui Zanddijk, « digue de sable »), qui lui est parallèle, élevée en 1610 à l’ouest du Koegras le long du littoral de la mer du Nord, permirent d’endiguer complètement le marais de Koegras et de l’assécher. Le polder sablonneux et peu fertile ainsi obtenu, que l’on ensemença d’oyats, ne permettait guère tout d’abord d’autre activité que l’élevage d’ovins. Par amendements et apports d’engrais, le sol fut rendu propre, au milieu du XIXe siècle, au développement de l’élevage et à la culture de céréales. En 1949, Pieter Loopuyt, conseiller municipal et échevin à Schiedam, fondateur de la société de banque P. Loopuyt & Co, fit l’acquisition, par l’entremise de son gendre, de la renclôture de Koegras, à ce moment occupée seulement de quelques fermes et maisons ouvrières éparses, et dépourvue d’ouvrages de voirie ou de système de draînage. L’initiative prise en 1909 par Pieter Loopuyt, petit-fils du premier propriétaire du polder, de faire édifier une église près d’un groupe de maisons sur l’emplacement de l’actuel Julianadorp, signa l’acte de naissance du village. Au motif de la naissance, le 30 avril de cette même année 1909, de la princesse héritière Juliana des Pays-Bas fut introduite auprès de la maison royale une requête demandant de pouvoir donner au hameau le nom de Julianadorp ― demande qui fut agréée dans les 15 jours. 
Durant la Seconde Guerre mondiale, l'occupant allemand, que l’allusion explicite à la dynastie néerlandaise indisposait, fit changer le nom du village en Loopuytdorp. L’ancien nom fut rétabli après la libération. 
Dans les dernières décennies, le village s’est fortement agrandi par l’afflux de nombreux navetteurs venus s'y établir. L’expansion s’est faite par la construction, à partir de 1970, de quartiers neufs concertés au sud et à l’ouest du noyau initial.

## Économie

### Tourisme
Situé à 2,5 km du littoral de la mer du Nord, Julianadorp est aussi une station touristique qui attire quelque 10 000 touristes chaque année. La petite localité désignée par le nom de Julianadorp aan Zee (litt. Julianadorp-sur-Mer), qui s’étend le long des dunes et de la plage (en dehors des limites du district de Julianadorp), est un conglomérat de villages de vacances et d’habitations estivales, zone de villégiature en principe inaccessible à une résidence permanente.

### Floriculture
La localité, sise au centre du polder Koegras, se composait principalement d’exploitations agricoles mixtes, qui élevaient des bovins et des ovins et cultivaient des céréales. En 1927-1928 s’y installèrent les premiers floriculteurs, originaires des environs de Haarlem et de Lisse. À l’heure actuelle, le village est entouré de vastes champs de fleurs, principalement de fleurs à oignon (néerl. bollenvelden).

## Subdivision

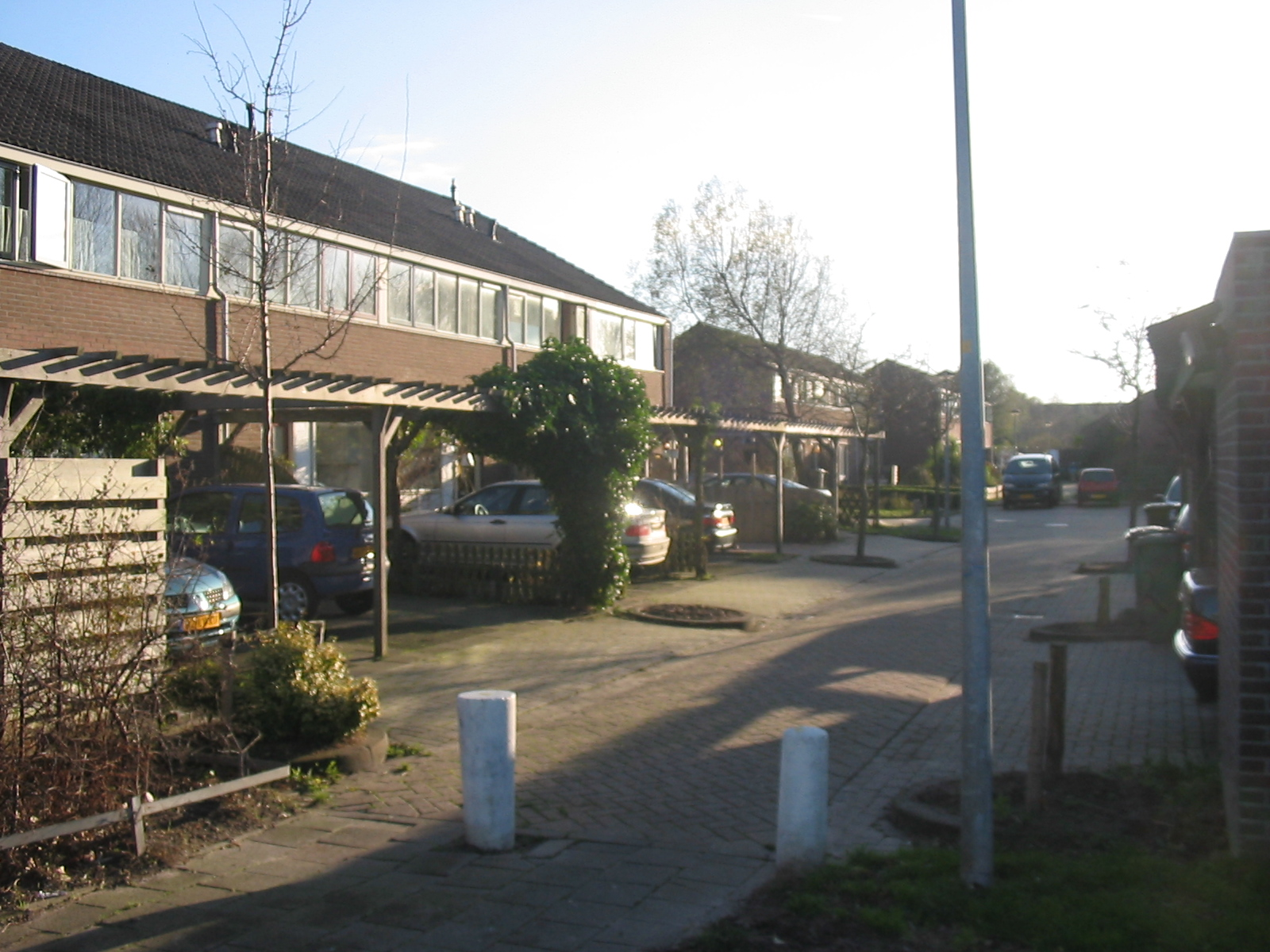
Une rue du quartier Middelzand en 2006.

Julianadorp est composé d’une dizaine de quartiers (« buurten » : le vieux village, Boterzwin, Doorzwin, Kruiszwin, Loopuytpark, Malzwin, Middelzand, Vogelzand, Wierbalg, Zwanenbalg), et d’un hameau (« buurtschap »: Noorderhaven). La station balnéaire Julianadorp aan Zee (qui n’est pas, officiellement, une zone de résidence permanente) est à part.

## Transports publics
Julianadorp est desservi par quelques lignes d’autobus de la firme (privée) Connexxion. Les liaisons régulières suivantes sont assurées :
Julianadorp, Akkerbouwstraat ― Le Helder (2x par heure)

Julianadorp, Noorderhaven ― Le Helder gare (2x par heure)

Julianadorp, Akkerbouwstraat ― Callantsoog ― Petten ― Alkmaar gare (1x par heure)

Julianadorp, Akkerbouwstraat ―- Petten ― Bergen (1x par jour)

Le Helder ― Julianadorp ― Sint Maartenszee ― Petten (autobus longeant le littoral, service assuré uniquement pendant la période estivale).